# Грэй, Эрин
Эрин Грэй (англ. Erin Gray; род. 7 января 1950, Гонолулу) — американская актриса.

## Ранняя жизнь
Эрин Грэй родилась в Гонолулу, Гавайи. Когда Грэй было восемь лет, её родители развелись, и она стала проживать с бабушкой в Палм-Спрингс последующие несколько лет. В конечном итоге она вместе с матерью переехала в Калифорнию, где и обучалась в Redwood High School, а после в Palisades Charter High School.

## Карьера
В 1965 году, в возрасте пятнадцати лет, Эрин Грэй начала карьеру фотомодели в одном из голливудских агентств. Она добилась определенных успехов как модель и к 1975 году её годовой гонорар составлял более $ 100,000 в год. В 1978 году она появилась в телефильме «Вечер в Византии», за игру в котором получила хорошие отзывы от критиков, после чего Universal Studios предложил актрисе семилетний контракт. В следующем году она получила главную женскую роль в телесериале «Бак Роджерс в XXV веке».
После завершения сериала Эрин Грэй снялась в фильме «Банда шести» с Кенни Роджерсом, который провалился в прокате. В 1982 году она получила главную роль в комедийном сериале «Серебряные ложки», который просуществовал пять сезонов и завершился в 1987 году. После его завершения она продолжала появляться на телевидении, в таких сериалах, как «Отель», «Она написала убийство» и «Закон Лос-Анджелеса», а также снялась в нескольких фильмах, самый известный из которых, вероятно, «Последняя пятница. Джейсон отправляется в ад» 1993 года.

## Личная жизнь
Эрин Грэй была замужем дважды, у неё двое детей.